# Quinto Parmeggiani
Quinto Parmeggiani (Bologna, 3 marzo 1926 – Bologna, 3 gennaio 2018) è stato un attore italiano.

## Biografia
Come attore teatrale, lavorò con Giorgio Strehler nella compagnia del Piccolo Teatro di Milano, recitando in Processo a Gesù, da Diego Fabbri (stagione 1954-55), e ne I Giacobini, di Federico Zardi (stagione 1956-57), trasposto nel 1962 nell'omonimo sceneggiato televisivo.
Per la televisione interpretò la figura di Caderousse nello sceneggiato del 1966 Il conte di Montecristo.
Del 2008 è la sua ultima apparizione, nel documentario Il falso bugiardo, scritto e diretto da Claudio Costa sulla base dell'autobiografia dello sceneggiatore Luciano Vincenzoni Pane e cinema.

## Filmografia

### Cinema
- Una storia milanese, regia di Eriprando Visconti (1962)
- I mostri, regia di Dino Risi (1963), episodio Il povero soldato
- La donna è una cosa meravigliosa, regia di Mauro Bolognini (1964)
- Signore & signori, regia di Pietro Germi (1966)
- Le piacevoli notti, regia di Armando Crispino e Luciano Lucignani (1966)
- Il segreto di Santa Vittoria (The Secret of Santa Vittoria), regia di Stanley Kramer (1969)
- Concerto per pistola solista, regia di Michele Lupo (1970)
- Michele Strogoff, corriere dello zar, regia di Eriprando Visconti (1970)
- Nonostante le apparenze... e purché la nazione non lo sappia... All'onorevole piacciono le donne, regia di Lucio Fulci (1972)
- Abuso di potere, regia di Luigi Petrini (1972)
- Permettete signora che ami vostra figlia?, regia di Gian Luigi Polidoro (1974)
- Identikit, regia di Giuseppe Patroni Griffi (1974)
- Professore venga accompagnato dai suoi genitori, regia di Mino Guerrini (1974)
- Conviene far bene l'amore, regia di Pasquale Festa Campanile (1975)
- La banca di Monate, regia di Francesco Massaro (1975)
- E tanta paura, regia di Paolo Cavara (1976)
- Stato interessante, regia di Sergio Nasca (1977)
- Il cappotto di Astrakan, regia di Marco Vicario (1979)
- Domani accadrà, regia di Daniele Luchetti (1988)
- Al centro dell'area di rigore, regia di Bruno Garbuglia (1996)
- Amor nello specchio, regia di Salvatore Maira (1999)

### Televisione
- Questa sera parla Mark Twain, regia di Daniele D'Anza – miniserie TV (1965)
- Luisa Sanfelice, regia di Leonardo Cortese – miniserie TV (1966)
- Le avventure di Laura Storm – serie TV, 1 episodio (1966)
- Il conte di Montecristo, regia di Edmo Fenoglio – miniserie TV (1966)
- Questi nostri figli – miniserie TV (1967)
- Il Circolo Pickwick – serie TV, 1 episodio (1968)
- Le inchieste del commissario Maigret – serie TV, 2 episodi (1964-1968)
- Viaggio di ritorno – film TV (1970)
- Marcovaldo – serie TV, un episodio (1970)
- Die Welt des Pirandello - Liebe! - Liebe? – film TV (1970)
- Il mulino del Po, regia di Sandro Bolchi – miniserie TV (1971)
- Orfeo in paradiso – miniserie TV (1971)
- Il pane altrui – film TV (1974)
- Philo Vance, regia di Marco Leto – miniserie TV (1974)
- Il processo – film TV (1978)
- Morte di un seduttore di paese – film TV (1978)
- Disonora il padre – miniserie TV (1978)
- Tre ore dopo le nozze – film TV (1979)
- Il camaleonte – film TV (1979)

## Prosa radiofonica Rai
- Il pantografo di Luigi Squarzina, regia di Luigi Squarzina, trasmessa il 30 gennaio 1960.
- Canto di Natale di Charles Dickens, regia di Gianni Casalino, trasmessa nel dicembre 1978.

## Prosa televisiva Rai
- Serata d'onore, regia di Giancarlo Galassi Beria, trasmesso l'11 marzo 1958.
- Il revisore, di Nikolaj Vasil'evič Gogol', regia di Ivo Chiesa e Carla Ragionieri, trasmesso il 6 maggio 1960.
- La famegia del santolo, di Giacinto Gallina, regia di Carlo Lodovici, trasmesso l'8 novembre 1960.
- I pisuneint, di Alfredo Testoni, regia di Giancarlo Zagni, trasmesso il 26 dicembre 1960.
- I civitoti in Pretura, di Nino Martoglio, regia di Enrico Fulchignoni, trasmesso il 21 febbraio 1961.
- La ricetta miracolosa, regia di Alessandro Brissoni, trasmessa l'8 ottobre 1961.
- La notizia si diffonde, regia di Gilberto Tofano, trasmesso il 6 dicembre 1961.
- Un lord in cucina, regia di Alessandro Brissoni, trasmesso il 6 luglio 1962.
- La granduchessa e il cameriere, regia di Flaminio Bollini, trasmesso il 28 gennaio 1963.
- Il piccolo caffè, di Tristan Bernard, regia di Vittorio Cottafavi, trasmesso l'11 febbraio 1963.
- Champignol senza volerlo, di Georges Feydeau, regia di Silverio Blasi, trasmesso il 25 febbraio 1963.
- Il cuore impulsivo, regia di Claudio Fino, trasmesso il 1º luglio 1963.
- Il matrimonio, di Nikolaj Vasil'evič Gogol', regia di Pietro Sharoff e Livia Eusebio, trasmesso il 21 ottobre 1963.
- Una storia equina, regia di Mario Missiroli, trasmesso il 31 gennaio 1967.
- Tourquoise, di Georges De Tervagne, regia di Sergio Velitti, trasmesso il 4 febbraio 1968.
- Memorandum, di Václav Havel, regia di Enrico Colosimo, trasmesso sul Secondo programma il 15 febbraio 1969.
- I tromboni, di Federico Zardi, regia di Raffaele Meloni, trasmesso il 6 agosto 1971.
- OPLÀ, noi viviamo!, di Ernst Toller, regia di Marco Leto, trasmesso il 31 marzo 1972.
- Ho ucciso il conte, di Alec Coppel, regia di Andrea Frezza, trasmesso il 12 settembre 1975.
- Una burla riuscita, di Italo Svevo, adattamento di Tullio Kezich, regia di Egisto Marcucci e Sebastiano Giuffrida, trasmesso il 23 gennaio 1987.